# دوري سانت مارتن لكرة القدم
دوري سانت مارتن لكرة القدم هو الدوري الوطني لكرة القدم في سانت مارتن.